# The Green Hornet (seriado)
The Green Hornet (1940) é um seriado da Universal Pictures, baseado na série de rádio homônima, e que apresenta o herói Besouro Verde, criado por George W. Trendle e Fran Striker. A série radiofônica foi transmitida de 31 de janeiro de 1936 a 5 de dezembro de 1952, pela Rádio WXYZ de Detroit, Michigan, apresentando Al Hodge (futuro Capitão Vídeo) na voz do Besouro Verde.
Foi produzido e distribuído pela Universal Pictures, dirigido por Ford Beebe e Ray Taylor, e veiculou nos cinemas estadunidenses a partir de 9 de janeiro de 1940. No Brasil e em Portugal, o seriado ficou mais conhecido como "O Besouro Verde".

## Sinopse
O Besouro Verde é a identidade secreta do dono do jornal “Daily Sentinel” (“O Sentinela Diário”), Britt Reid que, com a ajuda inventiva de seu criado coreano Kato, expõe vários crimes. Isso os leva ao contínuo conflito com o Líder, um criminoso por trás do Sindicato.

## Elenco
- Gordon Jones como Britt Reid também conhecido como O Besouro Verde
- Al Hodge como a voz (sem créditos) do Besouro Verde. Hodge interpretou o Besouro na série de rádio[1].
- Wade Boteler como Michael Axford, guarda-costas de Reid
- Anne Nagel como Lenore "Casey" Case, secretária de Reid
- Keye Luke – Kato, que é coreano, diferente do personagem original do seriado, que era japonês, devido ao sentimento anti-nipônico da época. Isso foi dois anos antes do ataque de 7 de dezembro de 1941 a Pearl Harbor e da entrada dos Estados Unidos na Segunda Guerra Mundial (todos os treze episódios são de direitos autorais de 1939). Acredita-se que a versão do rádio ocultou a nacionalidade na sequência introdutória, incluindo referências esparsas sobre ele ser filipino no diálogo, e somente anos mais tarde isso foi acrescentado à introdução padrão.[4] Há quem defenda, porém, que tal fato é apenas mais uma lenda urbana, e que originalmente Kato era realmente das Filipinas.[5]
- Phillip Trent como Jasper Jenks, um repórter
- Cy Kendall como Curtis Monroe, capanga-chefe do Líder
- Stanley Andrews como o comissário de polícia
- Selmer Jackson como promotor
- Joseph Crehan como Juiz Stanton
- Jack Perrin (policial, cap. 5 e 9, não-creditado)
- Monte Montague	 ...	Policial (não-creditado)
- Alan Ladd ... Gilpin (não-creditado)
- Walter McGrail ... Dean
- Kenneth Harlan	...	Charles Roberts [Cp. 7] (não creditado)
- Lane Chandler	...	Motorista Bill [Cp. 7] (não creditado

## Versões alternativas
Em 1990, a “Good Times Entertainment” realizou uma versão para o cinema, reeditando os últimos seis capítulos, sob o mesmo título.
Em 2011, a "VCI Entertainment" realizou sua própria versão, The Green Hornet: Movie Edition. Foi incluído o início, o final, e selecionados outros capítulos da série. O DVD foi realizado em 11 de janeiro de 2011.

## Sequência
Em 24 de dezembro de 1940, a Universal Pictures lança a pré-estreia de “The Green Hornet Strikes Again!”, que foi lançado oficialmente em 4 de janeiro de 1941.

## Influências
A série Batman, dos anos 1960, foi criada tendo como base o sucesso do relançamento do seriado Batman, da Columbia Pictures. O sucesso de ambos levou à produção da série de TV The Green Hornet, que foi apresentada como uma série de mistério, “na tradição de suas apresentações anteriores”, e durou uma temporada.

## Capítulos
Fonte.
1. The Tunnel of Terror
2. The Thundering Terror
3. Flying Coffins
4. Pillar of Flame
5. The Time Bomb
6. Highways of Peril
7. Bridge of Disaster
8. Dead or alive
9. The Hornet Trapped
10. Bullets and Ballots
11. Disaster Rides the Rails
12. Panic in the Zoo
13. Doom of the Underworld